# Upplands runinskrifter 856
Upplands runinskrifter 856 i Balingsta socken och Uppsala kommun är en vikingatida runsten som står rest 225 meter sydsysost om Frövi, 175 meter sydssydost om U 857, 4 meter öster om byvägen till Fröviboda samt 2 meter sydost om en gammal smedja.

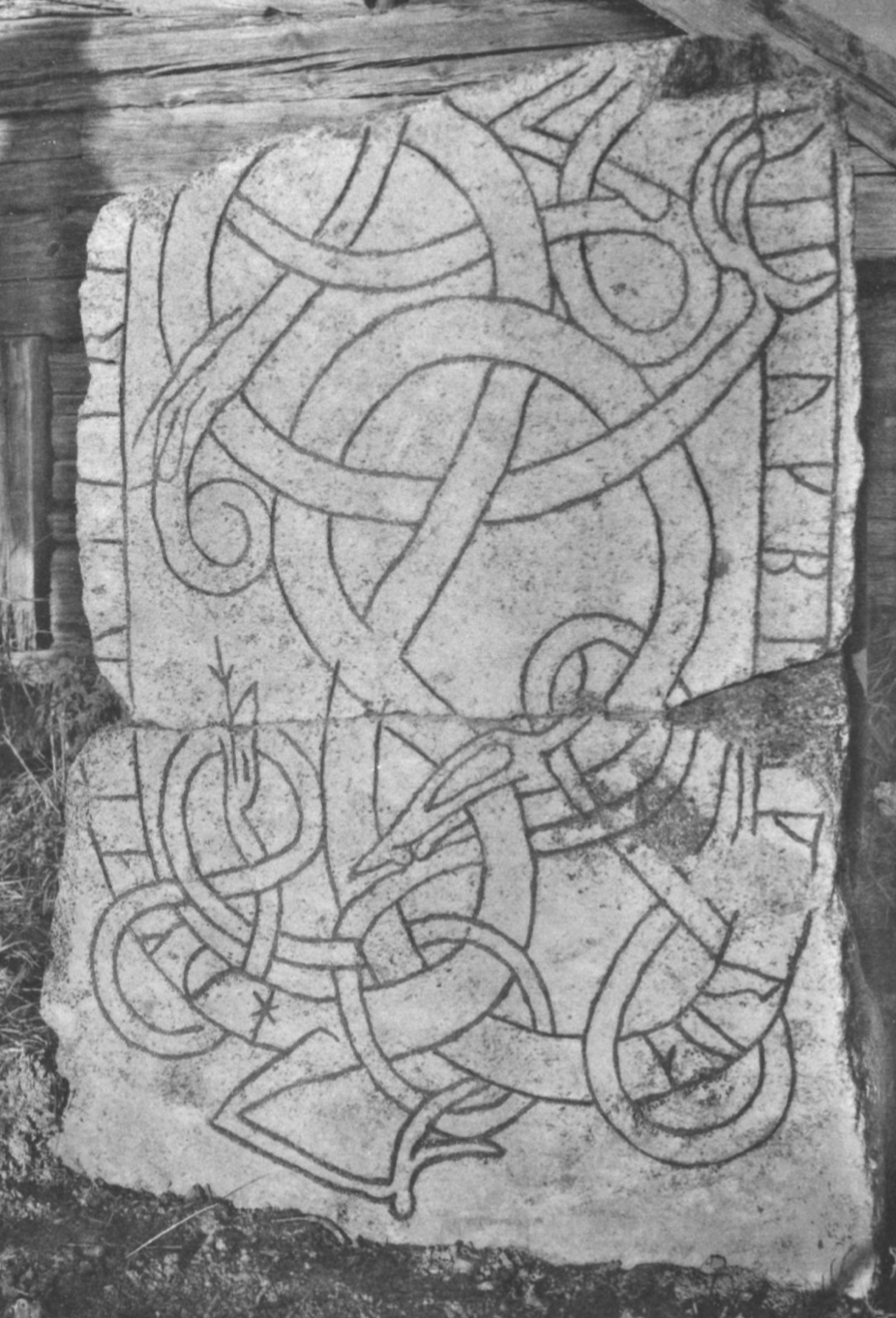
Runinskrift U 856

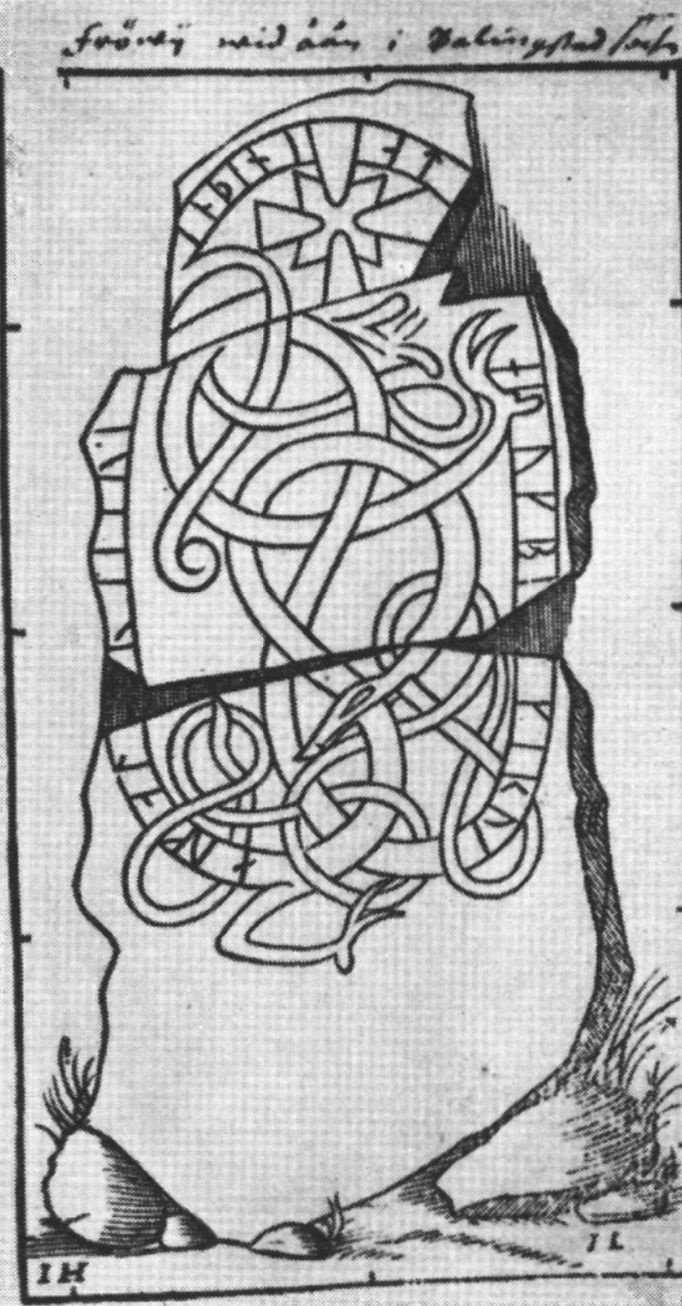
Runinskrift U 856 med det översta och idag försvunna stycket

## Inskriften
Translitterering av runraden:
huka(l)-(r) ' ---r- ...[in þin- at] ...u- [a]uk b(r)(u) k-rua
Normalisering till runsvenska:
Hugal[d]r ... [stæ]in þenn[a] at ... ok bro g[æ]rva.
Översättning till nusvenska:
... denna sten efter ... och göra bron.
Magnus Källström tolkar stenresarens namn som Hugaldr. Namnet i genitive form finns på U 903.

## Stenen och dess historia
Stenen är av gnejsgranit med en blåaktig, hård yta. Stenen har en höjd på 1,26 meter och en bredd på 0,9 meter. Runhöjden är 7 centimeter.
Stenen är ungefär på mitten sönderslagen i två delar, vilka hopnitats och lagats med stenkitt. Upptill är ett stycke avslaget, som kan uppskattas till en tredjedel av den ursprungliga ristningen; detta stycke fanns delvis kvar på 1600-talet. Det övre stycket är idag försvunnet. Ristningen är grund, delvis mycket grund och oklar. Ristaren synes på flera ställen ha gjort ändringar. Stenen är inte signerad, men den har attribuerats till Åsmund Kåresson.
Det finns grunda, men tydliga spår av huggning, som sålunda skisserats men icke utförts, till exempel på vänstra sidan ovanför det lilla ormhuvudet med gadden en tydlig bågböjd linje inåt över huvudslingan.